# Futaleufú megye
Futaleufú egy megye Argentínában, Chubut tartományban. A megye székhelye Esquel.

## Földrajz
Itt található a Los Alerces Nemzeti Park, és benne többek között a Futalaufquen-tó.

## Települések
A megye a következő nagyobb településekből (Localidades) áll:
- Esquel
- Trevelín
- Corcovado
- Lago Rosario
- Aldea Escolar o Los Rápidos
- Los Cipreses
- Villa Futalaufquen

Kisebb települései (Parajes):
- Cerro Centinela
- Nahuel Pan
- Los Tepues
- Barrancas o Mallin Grande
- Cabaña A. Pescado